# 골돌과

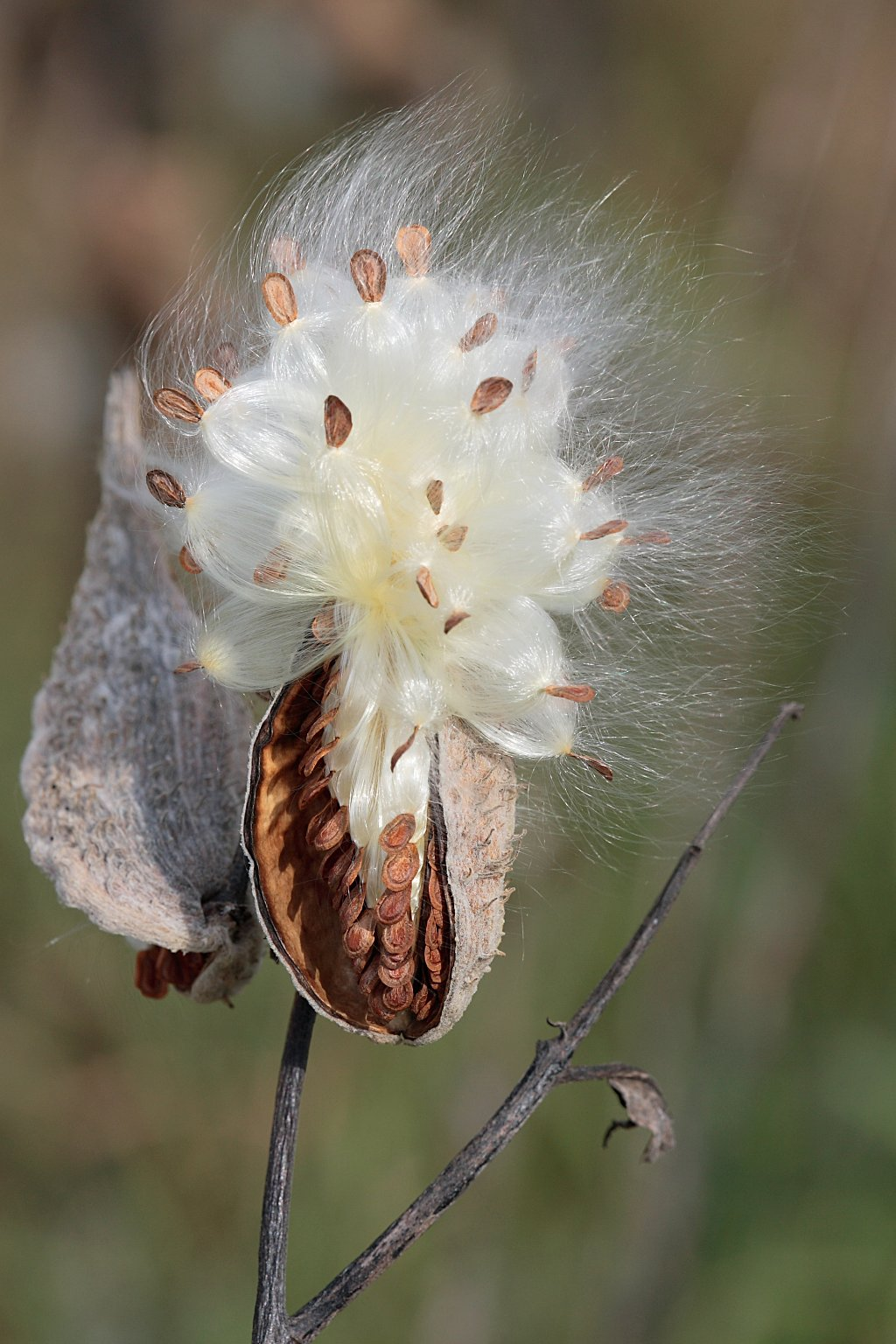
밀크위드 모낭이 씨를 방출한다.

골돌과(蓇葖果, follicle) 또는 대과(袋果)는 식물학에서 하나의 심피에서 형성된 건조한 단방 열매이며, 두 개 이상의 씨를 포함한다. 일반적으로 씨를 방출하기 위해 봉합선을 따라 열개하는 것으로 정의된다. 예를 들어 콘솔리다(일부 델피늄류), 작약속 및 밀크위드 (아스클레피아스)에서 볼 수 있다.
그러나 몇 가지 어려운 경우가 존재하여, 때로는 비열개성 골돌과라는 용어가 사용되는데, 예를 들어 터리풀속의 경우 열개하지 않는 열매가 (열개성) 골돌과 (비열개성) 수과의 중간으로 간주될 수 있다.
골돌과로 구성된 집합과는 폴리세툼(follicetum)이라고 불릴 수 있다. 예로는 헬레보루스, 투구꽃속, 제비고깔속, 매발톱속 또는 돌나물과가 있는데, 이들에서는 여러 개의 골돌과가 단축된 화탁 위에 윤생으로 배열되거나, 목련속처럼 길쭉한 화탁에 많은 골돌과가 나선형으로 배열된다.
일부 종의 골돌과는 배봉합선(예: 뱅크시아속) 또는 등봉합선(예: 목련)을 따라 열개한다.

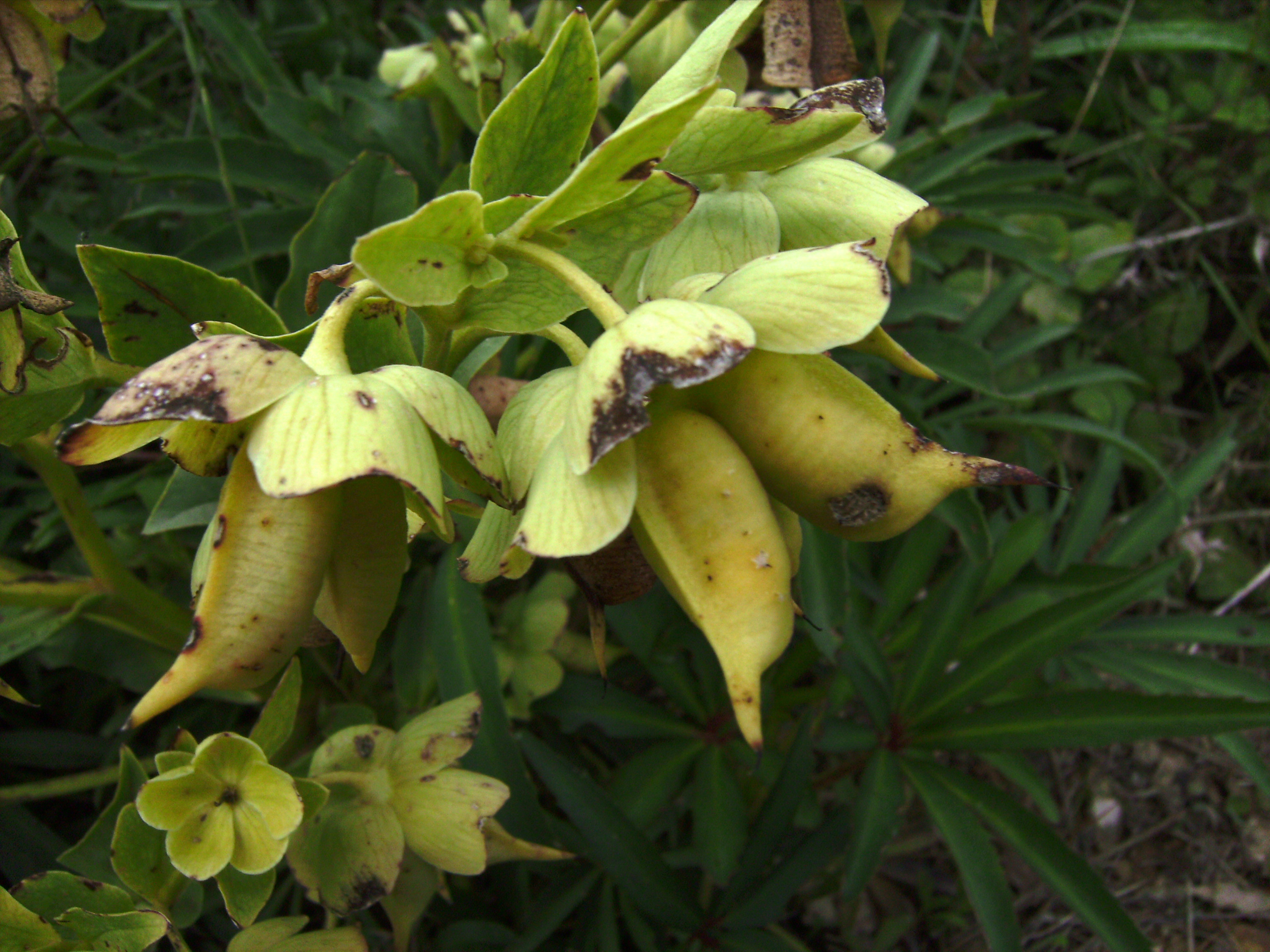
헬레보루스 포에티두스의 골돌과
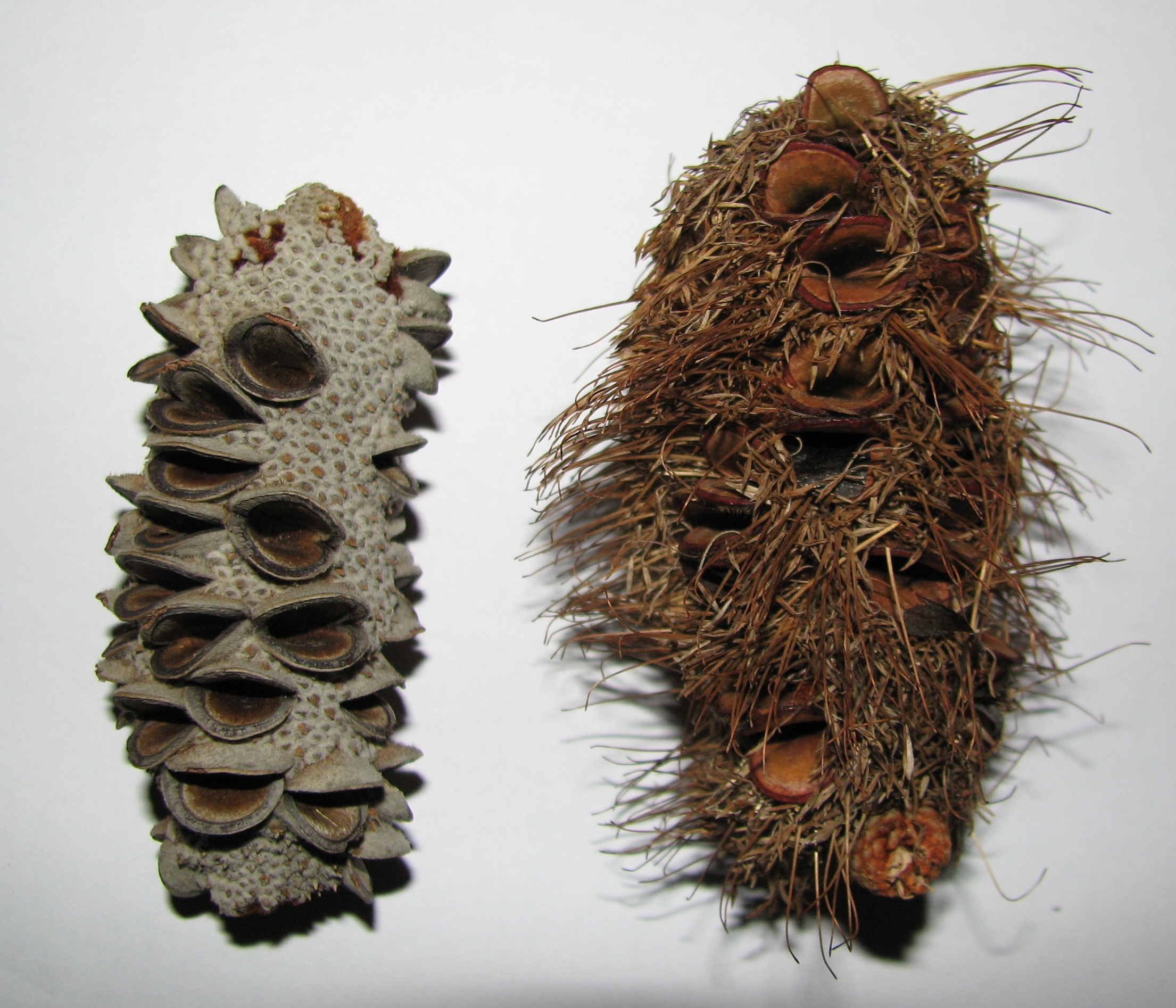
뱅크시아속 꽃차례의 일부 꽃만이 "원추형"에 박힌 골돌과로 성숙한다
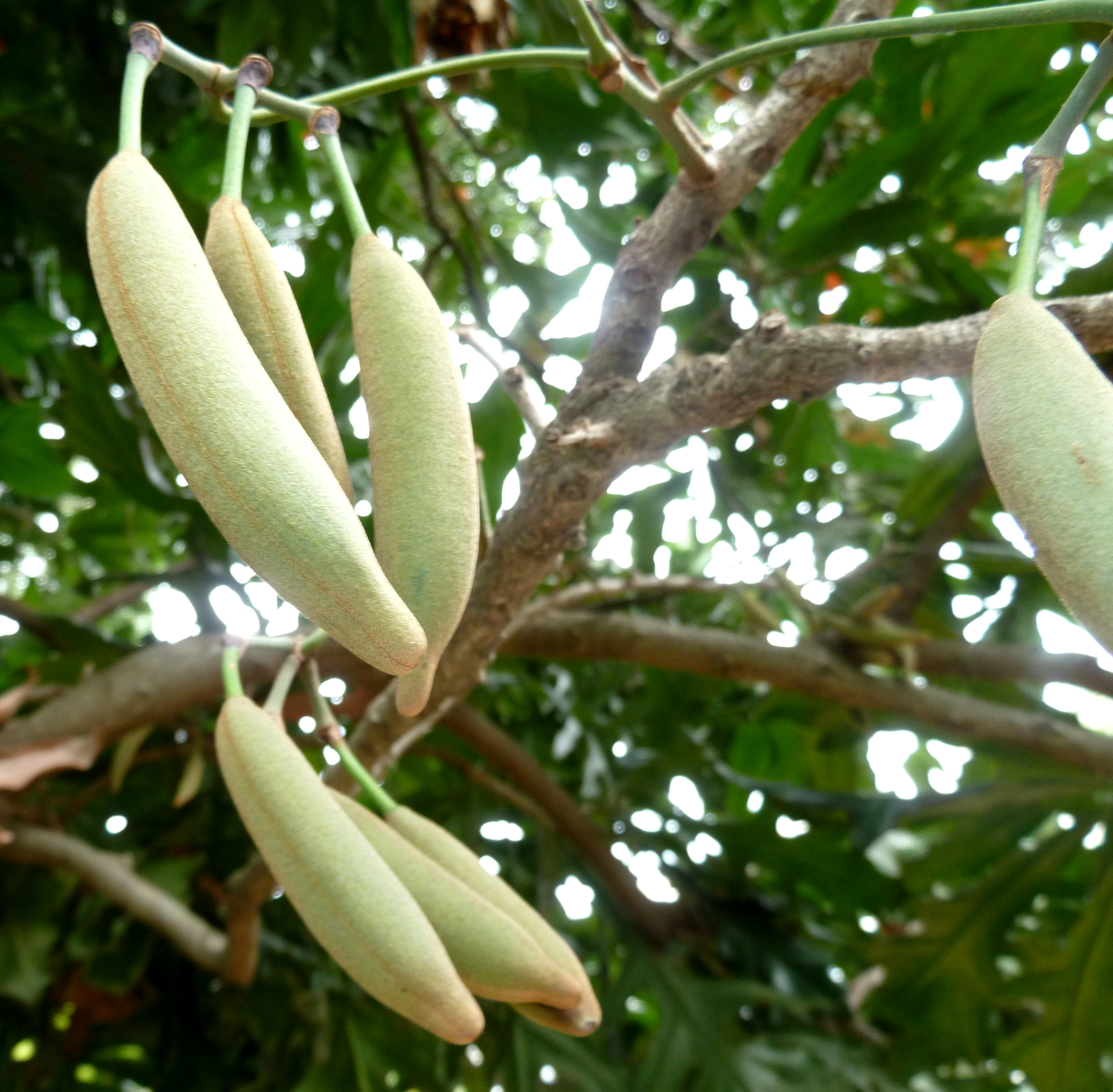
스테노카르푸스 시누아투스의 골돌과는 종이 같은 갈색 씨를 방출한다